# Federico León
Federico León (Resistencia, Chaco; 30 de octubre de 1984) es un exfutbolista argentino. Jugaba como defensa, teniendo su debut en Boca Juniors de la Primera División y retirándose en Sarmiento del Torneo Federal A.
Actualmente ejerce el cargo de Director Deportivo del club Sarmiento de Resistencia.

## Trayectoria
Su primer partido profesional en primera división fue el 7 de diciembre de 2003, con Boca Juniors frente a Colón de Santa Fe. En 2005, marchó a España, para jugar en el Elche Ilicitano, su estancia en este club fue de sólo 1 año. Luego probó en el Racing Club de Ferrol pero no convenció a la entidad verde y se marchó al Málaga B, donde también duraría sólo 1 año en el plantel. 
En el verano de 2007, firmó por el club Almirante Brown, club al que volvería a militar 2 años después, luego de un breve paso por Ferro Carril Oeste en el segundo semestre de 2008 y en junio de 2012, fichó por su actual club, Deportes Iquique de la Primera División de Chile, con el cual disputa la Copa Chile, el Torneo Nacional y la Copa Libertadores, torneo en que su nuevo equipo participa por primera vez

## Clubes
| Club               | País      | Año       | PJ | Goles |
| ------------------ | --------- | --------- | -- | ----- |
| Boca Juniors       | Argentina | 2003-2005 | 1  | 0     |
| Elche Ilicitano    | España    | 2005-2006 | 0  | 0     |
| Málaga B           | España    | 2006-2007 | 0  | 0     |
| Almirante Brown    | Argentina | 2007-2008 | 63 | 2     |
| Ferro Carril Oeste | Argentina | 2008      | 11 | 0     |
| Almirante Brown    | Argentina | 2009-2012 | 36 | 1     |
| Deportes Iquique   | Chile     | 2012-2013 | 32 | 1     |
| Aldosivi           | Argentina | 2013-2017 | 57 | 1     |
| Barracas Central   | Argentina | 2017-2018 | 30 | 0     |
| Sarmiento          | Argentina | 2018-2020 | 10 | 0     |

## Palmarés

### Campeonatos nacionales
| Título                  | Club            | Sede            | Año     |
| ----------------------- | --------------- | --------------- | ------- |
| Torneo Apertura         | Boca Juniors    | Avellaneda      | 2003    |
| Campeonato de Primera B | Almirante Brown | Isidro Casanova | 2009/10 |